# Bilan saison par saison du Club des patineurs de Berne
 (avril 2025).
 (avril 2025).
Si vous disposez d'ouvrages ou d'articles de référence ou si vous connaissez des sites web de qualité traitant du thème abordé ici, merci de compléter l'article en donnant les références utiles à sa vérifiabilité et en les liant à la section « Notes et références ».
Le Club des patineurs de Berne est une équipe membre de la Swiss Ice Hockey Federation (Fédération suisse de hockey sur glace). Cette page retrace ses résultats, depuis sa création, dans les différentes compétitions auxquelles elle a participé.

## Championnat de Suisse
Ce chapitre récapitule le parcours de l’équipe en championnat.

### Avant l'introduction des séries éliminatoires
| Saison    | PJ                                                          | V                                                           | D                                                           | N                                                           | BP                                                          | BC                                                          | Pts                                                         | Classement                                                                | Remarque | Entraîneur                                                  |
| --------- | ----------------------------------------------------------- | ----------------------------------------------------------- | ----------------------------------------------------------- | ----------------------------------------------------------- | ----------------------------------------------------------- | ----------------------------------------------------------- | ----------------------------------------------------------- | ------------------------------------------------------------------------- | --- | ----------------------------------------------------------- |
| 1930-1931 |                                                             |                                                             |                                                             |                                                             |                                                             |                                                             |                                                             |                                                                           | | Paul Gerber                                                 |
| 1931-1932 | 1                                                           | 0                                                           | 1                                                           | 0                                                           | 0                                                           | 2                                                           | 0                                                           |                                                                           | | Paul Gerber                                                 |
| 1932-1933 |                                                             |                                                             |                                                             |                                                             |                                                             |                                                             |                                                             |                                                                           | | Paul Gerber                                                 |
| 1933-1934 | 6                                                           | 4                                                           | 2                                                           | 0                                                           | 29                                                          | 11                                                          | 8                                                           | 2e du groupe ouest de LNA                                                 | | Paul Gerber                                                 |
| 1934-1935 | 4                                                           | 1                                                           | 3                                                           | 0                                                           |                                                             |                                                             | 2                                                           | 3e du groupe centre de LNA                                                | | Paul Gerber                                                 |
| 1935-1936 | 3                                                           | 1                                                           | 2                                                           | 0                                                           | 3                                                           | 4                                                           | 2                                                           | Groupe centre : · 1-2 Akademischer EHC Zürich                             | | Paul Gerber                                                 |
| 1936-1937 | 4 2                                                         | 3 0                                                         | 1 2                                                         | 0                                                           |                                                             |                                                             | 6 0                                                         | 1er du groupe ouest de LNA 3e du tour final                               | | Paul Gerber                                                 |
| 1937-1938 | 5                                                           | 2                                                           | 3                                                           | 0                                                           | 8                                                           | 6                                                           | 4                                                           | 4e de LNA                                                                 | |                                                             |
| 1938-1939 | 5                                                           | 1                                                           | 3                                                           | 1                                                           | 8                                                           | 15                                                          | 3                                                           | 4e de LNA                                                                 | |                                                             |
| 1939-1940 | Saison de LNA annulée à cause de la Seconde Guerre mondiale | Saison de LNA annulée à cause de la Seconde Guerre mondiale | Saison de LNA annulée à cause de la Seconde Guerre mondiale | Saison de LNA annulée à cause de la Seconde Guerre mondiale | Saison de LNA annulée à cause de la Seconde Guerre mondiale | Saison de LNA annulée à cause de la Seconde Guerre mondiale | Saison de LNA annulée à cause de la Seconde Guerre mondiale | Saison de LNA annulée à cause de la Seconde Guerre mondiale               | Saison de LNA annulée à cause de la Seconde Guerre mondiale                                                           | Saison de LNA annulée à cause de la Seconde Guerre mondiale |
| 1940-1941 | 4                                                           | 1                                                           | 2                                                           | 1                                                           | 1                                                           | 6                                                           | 3                                                           | 3e de LNA                                                                 | |                                                             |
| 1941-1942 | 6                                                           | 2                                                           | 3                                                           | 1                                                           | 16                                                          | 13                                                          | 5                                                           | 5e de LNA                                                                 | |                                                             |
| 1942-1943 | 6                                                           | 1                                                           | 3                                                           | 2                                                           | 8                                                           | 30                                                          | 4                                                           | 6e de LNA                                                                 | |                                                             |
| 1943-1944 | 6                                                           | 0                                                           | 5                                                           | 1                                                           | 8                                                           | 34                                                          | 1                                                           | 7e de LNA                                                                 | Match de barrage LNA/Série A : · 4-2 a. p. HC Neuchâtel Young Sprinters                                               |                                                             |
| 1944-1945 | 6                                                           | 1                                                           | 4                                                           | 1                                                           | 7                                                           | 34                                                          | 3                                                           | 5e de LNA                                                                 | |                                                             |
| 1945-1946 | 6                                                           | 0                                                           | 6                                                           | 0                                                           | 11                                                          | 34                                                          | 0                                                           | 7e de LNA                                                                 | Match de barrage LNA/Série A : · 4-1 HC Château-d'Œx                                                                  |                                                             |
| 1946-1947 | 6                                                           | 0                                                           | 6                                                           | 0                                                           | 18                                                          | 55                                                          | 0                                                           | 4e du groupe II LNA                                                       | Barrage de maintien en LNA : · 2-1 GC Zurich                                                                          |                                                             |
| 1947-1948 | 7                                                           | 1                                                           | 4                                                           | 2                                                           | 35                                                          | 53                                                          | 4                                                           | 6e de LNA                                                                 | | Oldřich Kučera (de)                                         |
| 1948-1949 | 6                                                           | 2 4                                                         | 4 2                                                         | 0                                                           | 28 40                                                       | 29 32                                                       | 4 8                                                         | 3e du groupe II LNA 2e du tour de relégation LNA/LNB                      | | Oldřich Kučera                                              |
| 1949-1950 | 6                                                           | 1 2                                                         | 5 3                                                         | 0 1                                                         | 30 25                                                       | 39 25                                                       | 2 5                                                         | 3e du groupe II LNA 2e du tour de relégation LNA/LNB                      | | Oldřich Kučera                                              |
| 1950-1951 | 6                                                           | 2 3                                                         | 3 2                                                         | 1                                                           | 23 35                                                       | 29 34                                                       | 5 7                                                         | 3e du groupe I LNA 2e du tour de relégation LNA/LNB                       | | Sid Arnold                                                  |
| 1951-1952 | 6                                                           | 2 4                                                         | 4 2                                                         | 0                                                           | 16 30                                                       | 19 26                                                       | 4 8                                                         | 3e du groupe II LNA 1er du tour de relégation LNA/LNB                     | | Sid Arnold                                                  |
| 1952-1953 | 14                                                          | 5                                                           | 8                                                           | 1                                                           | 43                                                          | 57                                                          | 11                                                          | 6e de LNA                                                                 | | Harold Moreland                                             |
| 1953-1954 | 14                                                          | 7                                                           | 7                                                           | 0                                                           | 72                                                          | 56                                                          | 14                                                          | 3e de LNA                                                                 | | Stewart Cruikshank                                          |
| 1954-1955 | 14                                                          | 3                                                           | 10                                                          | 1                                                           | 87                                                          | 96                                                          | 7                                                           | 7e de LNA                                                                 | | Bruce Hamilton (de)                                         |
| 1955-1956 | 14                                                          | 4                                                           | 10                                                          | 0                                                           | 59                                                          | 96                                                          | 8                                                           | 7e de LNA                                                                 | Match de barrage de LNA : · 2-5 GC Zurich · Match de promotion LNA/LNB : · 9-10 HC Bâle-Rotweiss · Relégué en LNB     | Bruce Hamilton                                              |
| 1956-1957 |                                                             |                                                             |                                                             |                                                             |                                                             |                                                             |                                                             | 1er du groupe centre de LNB                                               | Match de finale de LNB : · 5-7 Lausanne HC                                                                            | Ernst Wenger (de)                                           |
| 1957-1958 | 12                                                          | 10                                                          | 0                                                           | 2                                                           | 92                                                          | 38                                                          | 22                                                          | 1er du groupe ouest de LNB                                                | Finale de LNB : · 2-1 (série) HC Saint-Moritz · Match de barrage LNA/LNB : · 11-4 HC La Chaux-de-Fonds · Promu en LNA | Ernst Wenger                                                |
| 1958-1959 | 14                                                          | 11                                                          | 2                                                           | 1                                                           | 92                                                          | 63                                                          | 23                                                          | 1er de LNA                                                                | Champion de Suisse (1)                                                                                                | Ernst Wenger                                                |
| 1959-1960 | 14                                                          | 7                                                           | 5                                                           | 2                                                           | 60                                                          | 46                                                          | 16                                                          | 3e de LNA                                                                 | | Ernst Wenger                                                |
| 1960-1961 | 14                                                          | 7                                                           | 5                                                           | 2                                                           | 45                                                          | 39                                                          | 16                                                          | 4e de LNA                                                                 | | Ernst Wenger                                                |
| 1961-1962 | 14                                                          | 10                                                          | 4                                                           | 0                                                           | 82                                                          | 41                                                          | 20                                                          | 2e de LNA                                                                 | | Ernst Wenger                                                |
| 1962-1963 | 18                                                          | 11                                                          | 4                                                           | 3                                                           | 91                                                          | 44                                                          | 25                                                          | 3e de LNA                                                                 | | Ernst Wenger                                                |
| 1963-1964 | 18                                                          | 12                                                          | 5                                                           | 1                                                           | 83                                                          | 49                                                          | 25                                                          | 3e de LNA                                                                 | | Edmund Reigle (en)                                          |
| 1964-1965 | 18                                                          | 14                                                          | 1                                                           | 3                                                           | 95                                                          | 49                                                          | 31                                                          | 1er de LNA                                                                | Champion de Suisse (2)                                                                                                | Edmund Reigle                                               |
| 1965-1966 | 18                                                          | 7                                                           | 9                                                           | 2                                                           | 58                                                          | 61                                                          | 16                                                          | 6e de LNA                                                                 | | Rolf Diethelm (de)                                          |
| 1966-1967 | 18 6                                                        | 3 1                                                         | 14 5                                                        | 1 0                                                         | 32 16                                                       | 72 24                                                       | 7 2                                                         | 9e de LNA 6e du tour final LNA/LNB                                        | Relégué en LNB | Ernst Wenger                                                |
| 1967-1968 | 14 8                                                        | 6 5                                                         | 5 2                                                         | 3 1                                                         | 50 30                                                       | 45 20                                                       | 15 11                                                       | 3e du groupe est de LNB 3e de la poule de promotion                       | | Garry Morris                                                |
| 1968-1969 | 14 8                                                        | 7                                                           | 6 0                                                         | 1                                                           | 74 53                                                       | 49 17                                                       | 15                                                          | 3e de LNB 1er de la poule de promotion                                    | Promu en LNA | Rolf Diethelm                                               |
| 1969-1970 | 14 4                                                        | 5 0                                                         | 8 2                                                         | 1 2                                                         | 51 6                                                        | 65 10                                                       | 11 2                                                        | 6e de LNA 3e de la poule de relégation                                    | Relégué en LNB | ?                                                           |
| 1970-1971 | 14                                                          | 7 5                                                         | 4 6                                                         | 3                                                           | 70 58                                                       | 52 54                                                       | 17 13                                                       | 4e du groupe est de LNB 3e de la poule de promotion                       | | Paul-André Cadieux                                          |
| 1971-1972 | 14                                                          | 10 11                                                       | 3 2                                                         | 1                                                           | 73 77                                                       | 41 44                                                       | 21 23                                                       | 2e du groupe est de LNB 1er de la poule de promotion                      | Promu en LNA | Paul-André Cadieux                                          |
| 1972-1973 | 28                                                          | 10                                                          | 14                                                          | 4                                                           | 92                                                          | 105                                                         | 24                                                          | 7e de LNA                                                                 | | Paul-André Cadieux                                          |
| 1973-1974 | 28                                                          | 21                                                          | 2                                                           | 5                                                           | 162                                                         | 66                                                          | 47                                                          | 1er de LNA                                                                | Champion de Suisse (3)                                                                                                | Paul-André Cadieux                                          |
| 1974-1975 | 28                                                          | 21                                                          | 4                                                           | 3                                                           | 159                                                         | 86                                                          | 45                                                          | 1er de LNA                                                                | Champion de Suisse (4)                                                                                                | Paul-André Cadieux                                          |
| 1975-1976 | 28                                                          | 16                                                          | 9                                                           | 3                                                           | 158                                                         | 92                                                          | 35                                                          | 3e de LNA                                                                 | | Paul-André Cadieux                                          |
| 1976-1977 | 28                                                          | 19                                                          | 6                                                           | 3                                                           | 162                                                         | 88                                                          | 41                                                          | 1er de LNA                                                                | Champion de Suisse (5)                                                                                                | Paul-André Cadieux                                          |
| 1977-1978 | 28                                                          | 17                                                          | 7                                                           | 4                                                           | 162                                                         | 95                                                          | 38                                                          | 3e de LNA                                                                 | | Paul-André Cadieux                                          |
| 1978-1979 | 28                                                          | 17                                                          | 5                                                           | 6                                                           | 138                                                         | 85                                                          | 40                                                          | 1er de LNA                                                                | Champion de Suisse (6)                                                                                                | Xaver Unsinn                                                |
| 1979-1980 | 28                                                          | 14                                                          | 9                                                           | 4                                                           | 136                                                         | 118                                                         | 34                                                          | 2e de LNA                                                                 | | Xaver Unsinn                                                |
| 1980-1981 | 28 10                                                       | 13 4                                                        | 14 5                                                        | 1                                                           | 107 40                                                      | 132 52                                                      | 27 9                                                        | 5e de LNA 5e du tour final de LNA                                         | | Xaver Unsinn Dave Chambers                                  |
| 1981-1982 | 28 10                                                       | 8 4                                                         | 13 5                                                        | 7 1                                                         | 96 48                                                       | 111 49                                                      | 23 9                                                        | 6e de LNA · Match de barrage : · 2-3 HC Bienne · 3e du tour final LNA/LNB | Relégué en LNB | Dave Chambers                                               |
| 1982-1983 | 28 10                                                       | 16 6                                                        | 8 2                                                         | 4 2                                                         | 156 61                                                      | 101 36                                                      | 36 21                                                       | 2e du groupe ouest de LNB 1er du tour final ouest LNB/1L                  | | Craig Sarner                                                |
| 1983-1984 | 28 14                                                       | 20 7                                                        | 7 6                                                         | 1                                                           | 183 68                                                      | 100 64                                                      | 41 18                                                       | 2e du groupe ouest de LNB 4e du tour final de LNB                         | | Craig Sarner                                                |
| 1984-1985 | 26 14                                                       | 17 4                                                        | 7 10                                                        | 2 0                                                         | 135 51                                                      | 87 70                                                       | 36 8                                                        | 2e de LNB 7e du tour final LNA/LNB                                        | | Olli Hietanen                                               |

### Après l'introduction des séries éliminatoires
| Saison    | PJ   | V    | VP  | VF  | D    | DP  | DF  | N | BP     | BC     | Pts        | Classement                         | Séries éliminatoires                                                                      | Entraîneur                                                          |
| --------- | ---- | ---- | --- | --- | ---- | --- | --- | - | ------ | ------ | ---------- | ---------------------------------- | ----------------------------------------------------------------------------------------- | ------------------------------------------------------------------- |
| 1985-1986 | 36   | 25   | —   | —   | 7    | —   | —   | 4 | 190    | 103    | 54         | 1er de LNB                         | 2-0 HC Bâle · 1-2 HC Coire · Promu en LNA (tapis vert)                                    | Olli Hietanen                                                       |
| 1986-1987 | 36   | 16   | —   | —   | 15   | —   | —   | 5 | 188    | 178    | 37         | 5e de LNA                          | Non qualifié                                                                              | Timo Lahtinen (en)                                                  |
| 1987-1988 | 36   | 12   | —   | —   | 20   | —   | —   | 4 | 130    | 148    | 28         | 7e de LNA                          | Non qualifié                                                                              | Timo Lahtinen Steve Latinovich/ Roland Dellsperger (de)/ Fritz Wyss |
| 1988-1989 | 36   | 24   | —   | —   | 8    | —   | —   | 4 | 190    | 106    | 52         | 3e de LNA                          | 2-0 HC Bienne · 3-0 EHC Kloten · 3-2 HC Lugano · Champion de Suisse (7)                   | William Gilligan (de)                                               |
| 1989-1990 | 36   | 22   | —   | —   | 8    | —   | —   | 6 | 162    | 101    | 50         | 2e de LNA                          | 2-1 HC Fribourg-Gottéron · 3-1 HC Bienne · 1-3 HC Lugano                                  | William Gilligan                                                    |
| 1990-1991 | 36   | 28   | —   | —   | 2    | —   | —   | 6 | 177    | 81     | 62         | 1er de LNA                         | 3-0 EV Zoug · 3-0 HC Fribourg-Gottéron · 3-1 HC Lugano · Champion de Suisse (8)           | William Gilligan                                                    |
| 1991-1992 | 36   | 21   | —   | —   | 9    | —   | —   | 6 | 142    | 98     | 48         | 3e de LNA                          | 3-0 EHC Kloten · 3-0 ZSC Lions · 3-2 HC Fribourg-Gottéron · Champion de Suisse (9)        | William Gilligan                                                    |
| 1992-1993 | 36   | 21   | —   | —   | 11   | —   | —   | 4 | 160    | 123    | 46         | 3e de LNA                          | 1-4 HC Ambrì-Piotta                                                                       | Lance Nethery James Koleff (en)                                     |
| 1993-1994 | 36   | 18   | —   | —   | 14   | —   | —   | 4 | 140    | 108    | 40         | 5e de LNA                          | 2-3 EV Zoug                                                                               | Hannu Jortikka                                                      |
| 1994-1995 | 36   | 18   | —   | —   | 15   | —   | —   | 3 | 146    | 123    | 39         | 6e de LNA                          | 3-0 HC Ambrì-Piotta · 0-3 EHC Kloten                                                      | Bryan Lefley (it)                                                   |
| 1995-1996 | 36   | 21   | —   | —   | 11   | —   | —   | 4 | 139    | 98     | 46         | 1er de LNA                         | 3-1 ZSC Lions · 3-1 EV Zoug · 0-3 EHC Kloten                                              | Bryan Lefley                                                        |
| 1996-1997 | 46   | 29   | —   | —   | 15   | —   | —   | 2 | 205    | 140    | 60         | 1er de LNA                         | 3-2 ZSC Lions · 3-1 HC Lugano · 3-1 EV Zoug · Champion de Suisse (10)                     | Bryan Lefley                                                        |
| 1997-1998 | 40   | 19   | —   | —   | 14   | —   | —   | 7 | 139    | 131    | 45         | 5e de LNA                          | 3-4 HC Ambrì-Piotta                                                                       | Ueli Schwarz                                                        |
| 1998-1999 | 44   | 22   | —   | —   | 18   | —   | —   | 5 | 162    | 157    | 49         | 4e de LNA                          | 2-4 EV Zoug                                                                               | Ueli Schwarz Leo Schumacher                                         |
| 1999-2000 | 45   | 19   | —   | —   | 19   | —   | —   | 7 | 134    | 130    | 45         | 5e de LNA                          | 1-4 HC Ambrì-Piotta                                                                       | Pekka Rautakallio                                                   |
| 2000-2001 | 44   | 20   | —   | —   | 15   | —   | —   | 9 | 135    | 132    | 49         | 6e de LNA                          | 4-0 HC Davos · 2-4 HC Lugano                                                              | Pekka Rautakallio                                                   |
| 2001-2002 | 44   | 18   | —   | —   | 20   | —   | —   | 6 | 124    | 111    | 42         | 8e de LNA                          | 2-4 HC Davos                                                                              | Riccardo Fuhrer Kent Ruhnke                                         |
| 2002-2003 | 44   | 22   | —   | —   | 14   | —   | —   | 8 | 139    | 108    | 52         | 3e de LNA                          | 4-2 Genève-Servette HC · 3-4 HC Davos                                                     | Kent Ruhnke                                                         |
| 2003-2004 | 48   | 31   | —   | —   | 12   | —   | —   | 5 | 176    | 113    | 67         | 2e de LNA                          | 4-1 EV Zoug · 4-1 Genève-Servette HC · 3-2 HC Lugano · Champion de Suisse (11)            | Kent Ruhnke                                                         |
| 2004-2005 | 44   | 18   | —   | —   | 18   | —   | —   | 8 | 143    | 121    | 44         | 8e de LNA                          | 4-1 HC Lugano · 2-4 HC Davos                                                              | Alan Haworth Alpo Suhonen                                           |
| 2005-2006 | 44   | 28   | —   | —   | 14   | —   | —   | 2 | 142    | 106    | 58         | 1er de LNA                         | 2-4 Kloten Flyers                                                                         | Alpo Suhonen                                                        |
| 2006-2007 | 44   | 24   | 5   |     | 13   | 2   |     | — | 163    | 115    | 84         | 2e de LNA                          | 4-1 Genève-Servette HC · 4-1 EV Zoug · 3-4 HC Davos                                       | John Van Boxmeer                                                    |
| 2007-2008 | 50   | 33   | 4   |     | 9    | 4   |     | — | 167    | 92     | 111        | 1er de LNA                         | 2-4 HC Fribourg-Gottéron                                                                  | John Van Boxmeer                                                    |
| 2008-2009 | 50   | 30   | 4   | 0   | 11   | 3   | 2   | — | 187    | 136    | 103        | 1er de LNA                         | 2-4 EV Zoug                                                                               | John Van Boxmeer                                                    |
| 2009-2010 | 50   | 29   | 2   | 3   | 11   | 1   | 4   | — | 154    | 117    | 102        | 1er de LNA                         | 4-0 HC Lugano · 4-0 Kloten Flyers · 4-3 Genève-Servette HC · Champion de Suisse (12)      | Larry Huras                                                         |
| 2010-2011 | 50   | 24   | 5   | 6   | 12   | 0   | 3   | — | 160    | 117    | 97         | 3e de LNA                          | 4-0 SCL Tigers · 3-4 Kloten Flyers                                                        | Larry Huras Antti Törmänen                                          |
| 2011-2012 | 50   | 23   | 1   | 5   | 15   | 3   | 3   | — | 153    | 130    | 87         | 5e de LNA                          | 4-1 Kloten Flyers · 4-1 HC Fribourg-Gottéron · 3-4 ZSC Lions                              | Antti Törmänen                                                      |
| 2012-2013 | 50   | 27   | 1   | 2   | 15   | 1   | 4   | — | 169    | 117    | 92         | 2e de LNA                          | 4-3 Genève-Servette HC · 4-3 EV Zoug · 4-2 HC Fribourg-Gottéron · Champion de Suisse (13) | Antti Törmänen                                                      |
| 2013-2014 | 50 6 | 19 3 | 3 0 | 1 0 | 22 3 | 3 0 | 2 0 | — | 126 21 | 129 19 | 70 9       | 9e de LNA 1er du tour de placement |                                                                                           | Antti Törmänen Lars Leuenberger Guy Boucher                         |
| 2014-2015 | 50   | 27   | 2   | 3   | 13   | 0   | 5   | — | 158    | 120    | 96         | 2e de LNA                          | 4-3 Lausanne HC · 0-4 HC Davos                                                            | Guy Boucher                                                         |
| 2015-2016 | 50   | 16   | 3   | 2   | 20   | 4   | 5   | — | 152    | 162    | 67         | 8e de LNA                          | 4-0 ZSC Lions · 4-1 HC Davos · 4-1 HC Lugano · Champion de Suisse (14)                    | Guy Boucher Lars Leuenberger                                        |
| 2016-2017 | 50   | 31   | 3   | 3   | 9    | 3   | 1   | — | 160    | 114    | 109        | 1er de LNA                         | 4-1 HC Bienne · 4-1 HC Lugano · 4-2 EV Zoug · Champion de Suisse (15)                     | Kari Jalonen                                                        |
| 2017-2018 | 50   | 27   | 7   | 1   | 10   | 1   | 4   | — | 167    | 112    | 102        | 1er de NL                          | 4-1 Genève-Servette HC · 2-4 ZSC Lions                                                    | Kari Jalonen                                                        |
| 2018-2019 | 50   | 31   | 3   | 0   | 14   | 1   | 1   | — | 143    | 99     | 101        | 1er de NL                          | 4-2 Genève-Servette HC 4-3 HC Bienne 4-1 EV Zoug Champion de Suisse (16)                  | Kari Jalonen                                                        |
| 2019-2020 | 50   | 15   | 6   | 1   | 19   | 4   | 5   | — | 131    | 142    | 68         | 9e de NL                           | Championnat annulé après la saison régulière à cause du coronavirus                       | Kari Jalonen Hans Kossmann                                          |
| 2020-2021 | 48   | 15   | 2   | 1   | 25   | 2   | 3   | — | 129    | 156    | 1,167 (56) | 9e de NL                           | Préplay-off : 2-1 HC Davos Play-off : 2-4 EV Zoug                                         | Donald Nachbaur (en) Mario Kogler                                   |
| 2021-2022 | 52   | 17   | 3   | 0   | 24   | 5   | 3   | — | 136    | 148    | 1,250 (65) | 11e de NL                          | Non qualifié                                                                              | Johan Lundskog                                                      |
| 2022-2023 | 52   | 16   | 9   | 0   | 19   | 5   | 5   | — | 150    | 158    | 74         | 8e de NL                           | Préplay-off : 2-1 EHC Kloten Play-off : 2-4 HC Bienne                                     | Johan Lundskog Toni Söderholm                                       |
| 2023-2024 | 52   | 20   | 5   | 3   | 15   | 5   | 4   | — | 145    | 144    | 85         | 5e de NL                           | 3-4 EV Zoug                                                                               | Jussi Tapola (en)                                                   |
| 2024-2025 | 52   | 24   | 3   | 0   | 12   | 9   | 4   | — | 165    | 139    | 91         | 3e de NL                           | 3-4 HC Fribourg-Gottéron                                                                  | Jussi Tapola                                                        |

## Coupe de Suisse
Ce chapitre récapitule le parcours de l’équipe en Coupe de Suisse.
| Édition                                    | Tour                | Parcours | Entraîneur                        |
| ------------------------------------------ | ------------------- | --- | --------------------------------- |
| 1956-1957                                  | Huitièmes de finale | 6-9 HC Viège (LNB) | Ernst Wenger (de)                 |
| 1957-1958                                  | Quarts de finale    | 17-6 HC Gottéron (LNB) · 0-5 (forfait) Lausanne HC (LNA)                                                                                               | Ernst Wenger                      |
| 1958-1959                                  | Huitièmes de finale | 3-6 HC Viège (LNB) | Ernst Wenger                      |
| 1959-1960                                  | Huitièmes de finale | 11-0 HC Petit-Huningue (1L) · ?-? HC Viège (LNB) | Ernst Wenger                      |
| 1960-1961                                  | Quarts de finale    | 12-1 EHC Winterthour (LNB) · 6-3 HC Arosa (LNB) · 4-6 Zürcher SC (LNA)                                                                                 | Ernst Wenger                      |
| 1961-1962                                  | Quarts de finale    | 20-0 EHC Illnau (de) · 17-1 SC Rapperswil-Jona (1L) · 1-9 Zürcher SC (LNA)                                                                             | Ernst Wenger                      |
| 1962-1963                                  | Quarts de finale    | 6-3 Servette HC (LNB) · 4-6 HC Viège (LNA) | Ernst Wenger                      |
| 1963-1964                                  | Ne participe pas    | Ne participe pas | Ne participe pas                  |
| 1964-1965                                  | Vainqueur (1)       | 4-1 Grasshopper Club Zurich (LNA) · 4-3 a. p. HC Lugano (LNB) · 9-2 Zürcher SC (LNA) · 5-2 Villars HC (LNA)                                            | Edmund Reigle (en)                |
| 1965-1966                                  | Ne participe pas    | Ne participe pas | Ne participe pas                  |
| Aucune édition disputée entre 1967 et 1970 |                     | |                                   |
| 1971-1972                                  | Demi-finales        | 3-2 / 7-3 Zürcher SC (LNB) · 6-7 / 7-5 SC Langnau Tigers (LNA) · 4-1 / 5-2 Neuchâtel-Sports Young Sprinters HC (LNB) · 2-2 / 1-3 HC Ambrì-Piotta (LNA) | Paul-André Cadieux                |
| Aucune édition disputée entre 1973 et 2013 |                     | |                                   |
| 2014-2015                                  | Vainqueur (2)       | 7-1 HC Thoune (1L) · 3-2 a. p. HC Lugano (LNA) · 4-1 SC Langnau Tigers (LNB) · 2-1 ZSC Lions (LNA) · 3-1 Kloten Flyers (LNA)                           | Guy Boucher                       |
| 2015-2016                                  | Demi-finales        | 3-2 SC Langenthal (LNB) · 8-3 EV Zoug (LNA) · 3-2 fus. HC Viège (LNB) · 3-5 ZSC Lions (LNA)                                                            | Guy Boucher Lars Leuenberger      |
| 2016-2017                                  | Seizièmes de finale | 1-2 fus. HCB Ticino Rockets (LNB) | Kari Jalonen                      |
| 2017-2018                                  | Quarts de finale    | 9-2 EHC Brandis (MSL) · 4-3 fus. HC Ambrì-Piotta (NL) · 3-5 HC Bienne (NL)                                                                             | Kari Jalonen                      |
| 2018-2019                                  | Demi-finales        | 6-0 EHC Wiki-Münsingen (MSL) 6-1 HC Fribourg-Gottéron (NL) 6-4 HC Ambrì-Piotta (NL) 2-3 fus. EV Zoug (NL)                                              | Kari Jalonen                      |
| 2019-2020                                  | Quarts de finale    | 2-1 EV Zoug Academy (SL) 6-1 SC Langenthal (SL) 3-4 a. p. HC Davos (NL)                                                                                | Kari Jalonen                      |
| 2020-2021                                  | Vainqueur (3)       | 4-0 HC Bâle (MSL) 2-0 HC Davos (NL) 3-0 HC Ajoie (SL) 3-2 fus. Genève-Servette HC (NL) 5-2 ZSC Lions (NL)                                              | Donald Nachbaur (en) Mario Kogler |

## Coupe Spengler
Ce chapitre récapitule le parcours de l'équipe lors de sa seule participation à la Coupe Spengler.
| Édition | Classement | Phase à élimination directe        | Entraîneur          |
| ------- | ---------- | ---------------------------------- | ------------------- |
| 1948    | -          | Premier tour : · 5-7 Montchoisi HC | Oldřich Kučera (de) |

## Coupes d’Europe
Ce chapitre récapitule le parcours de l’équipe en Coupes d’Europe.

### Coupe d’Europe
| Édition   | Tour                | Parcours | Entraîneur            |
| --------- | ------------------- | --- | --------------------- |
| 1965-1966 | Huitièmes de finale | 0-4 EC Klagenfurt AC | Rolf Diethelm (de)    |
| 1974-1975 | Huitièmes de finale | 4-3 / 3-5 Berliner SC | Paul-André Cadieux    |
| 1975-1976 | Demi-finales        | 5-2 / 6-5 Ferencváros TC · 4-1 / 8-3 ATSE Graz · 6-3 / 1-8 Düsseldorfer EG | Paul-André Cadieux    |
| 1977-1978 | Quarts de finale    | 2-3 / 3-1 CSA Steaua Bucarest · 7-3 / 4-8 (0-2 fus.) Kölner EK | Xaver Unsinn          |
| 1979-1980 | Deuxième tour       | 2-9 / 5-5 SC Dynamo Berlin | Xaver Unsinn          |
| 1989-1990 | Deuxième tour       | Premier tour : · 7-0 EV Innsbruck (de) · 18-2 CG Puigcerdà · 5-1 AS Mastini Varese · Deuxième tour : · 3-2 Gunco Panda’s Rotterdam (en) · 1-4 TPS · 5-13 HK CSKA Moscou                    | William Gilligan (de) |
| 1991-1992 | Troisième           | Deuxième tour : · 3-2 HK Olimpija Ljubljana · 4-7 HK Dinamo Moscou · 4-0 TMH Polonia Bytom · Tour final: · 0-2 Düsseldorfer EG · Nul 2-2 Rouen HC · Petite finale : · 1-6 HK Dinamo Moscou | William Gilligan      |
| 1992-1993 | Tour final          | Deuxième tour : · 1-3 HK Dinamo Moscou · 1-0 Jokerit · 2-1 EC Villacher SV · Tour final : · 3-4 HC Devils Milano · 1-2 KS Unia Oświęcim · 1-5 Malmö IF                                     | Lance Nethery         |

### Ligue européenne de hockey
| Édition   | Tour             | Parcours | Entraîneur        |
| --------- | ---------------- | --- | ----------------- |
| 1996-1997 | Phase de groupes | Phase de groupes : · 1-3 Jokerit · 8-4 HC Milano 24 (de) · Nul 2-2 Kölner Haie · Nul 3-3 Kölner Haie · 4-3 HC Milano 24 · 2-3 Jokerit     | Bryan Lefley (it) |
| 1997-1998 | Phase de groupes | Phase de groupes : · 1-2 fus. Storhamar IL · 4-5 Kölner Haie · 3-6 VEU Feldkirch · 2-3 VEU Feldkirch · 2-4 Kölner Haie · 4-1 Storhamar IL | Ueli Schwarz      |

### Ligue des champions
| Édition   | Tour                | Parcours | Entraîneur       |
| --------- | ------------------- | --- | ---------------- |
| 2008-2009 | Phase de groupes    | Tour de qualification : · 4-1 Nürnberg Ice Tigers · 5-4 HC Košice · Phase de groupes : · 2-6 HV 71 · 1-3 Espoo Blues · 7-5 HV 71 · 1-2 Espoo Blues                                                                          | John Van Boxmeer |
| 2014-2015 | Phase de groupes    | Phase de groupes : · 1-7 HC Oceláři Třinec · 5-3 Tappara · 0-4 HC Oceláři Třinec · 4-3 fus. Tappara · 0-2 Stavanger ishockeyklubb · 5-2 Stavanger ishockeyklubb                                                             | Guy Boucher      |
| 2015-2016 | Phase de groupes    | Phase de groupes : · 1-3 HIFK · 2-3 fus. Linköping HC · 3-2 fus. HIFK · 1-7 Linköping HC | Guy Boucher      |
| 2016-2017 | Quarts de finale    | Phase de groupes : · 6-3 HC Košice · 3-1 HC Liwest Linz · 3-1 HC Košice · 5-0 EHC Liwest Linz · Séries éliminatoires : · 4-1 / 3-3 EC Red Bull Salzbourg · 3-2 / 3-3 JYP Jyväskylä · 1-1 / 1-4 HC Sparta Prague             | Kari Jalonen     |
| 2017-2018 | Quarts de finale    | Phase de groupes : · 5-2 Nottingham Panthers · 4-0 TPS · 1-3 TPS · 2-4 Nottingham Panthers · 4-5 Mountfield HK · 5-2 Mountfield HK · Séries éliminatoires : · 2-3 / 5-2 EHC Red Bull Munich · 3-2 / 2-4 Växjö Lakers HC     | Kari Jalonen     |
| 2018-2019 | Huitièmes de finale | Phase de groupes : 2-1 Växjö Lakers HC 3-2 a. p. Cardiff Devils 4-3 Växjö Lakers HC 3-2 Cardiff Devils 2-1 a. p. EC Red Bull Salzbourg 1-2 EC Red Bull Salzbourg Séries éliminatoires : 1-4 / 0-1 Malmö Redhawks            | Kari Jalonen     |
| 2019-2020 | Huitièmes de finale | Phase de groupes : 2-3 fus. Skellefteå AIK 3-2 a. p. Kärpät Oulu 4-5 fus. Skellefteå AIK 1-2 fus. Kärpät Oulu 4-1 Brûleurs de loups de Grenoble 3-1 Brûleurs de loups de Grenoble Séries éliminatoires : 0-3 / 2-4 Luleå HF | Kari Jalonen     |